# Brownie the Dog

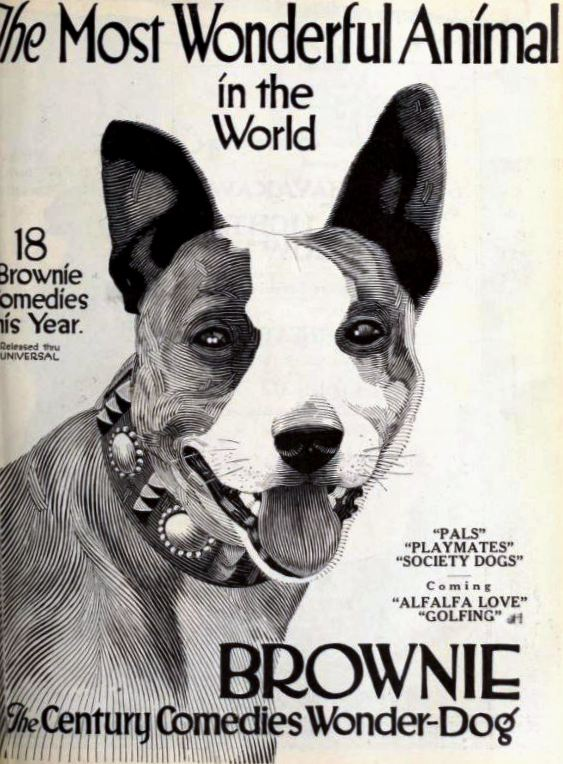
Pubblicità del 1921

Brownie the Dog era il nome di un cane che lavorò nel cinema ai tempi del muto. Tra il 1919 e il 1923, prese parte a quasi cinquanta film, molte volte nel ruolo di protagonista, spesso in coppia con Baby Peggy, a quell'epoca una famosa attrice bambina.
Fu una delle prime star canine dello schermo.

## Filmografia
- The Eternal Triangle, regia di Norman Dawn (1919)
- Brownie's Doggone Tricks, regia di Vin Moore (1919)
- A Lucky Dog's Day, regia di William H. Watson (William Watson) (1919)
- Brownie's Busy Day (1920)
- Good Little Brownie (1920)
- My Dog, Pal, regia di Fred C. Fishback (1920)
- Dog-Gone Clever
- The Tale of the Dog, regia di Tom Buckingham (1921)
- Brownie, the Peacemaker (1920)
- His Master's Breath
- A Blue Ribbon Mutt
- Hot Dog
- Fire Bugs, regia di Fred Hibbard (1921)
- His Puppy Love, regia di Charles Reisner (1921)
- The Dog Doctor, regia di Fred Hibbard (1921)
- The Kid's Pal, regia di Tom Buckingham (1921)
- Playmates, regia di Fred Hibbard (1921)
- Pals, regia di Tom Buckingham (1921)
- Society Dogs, regia di Fred Hibbard (1921)
- Alfalfa Love, regia di Fred C. Fishback (1921)
- Golfing, regia di Fred C. Fishback (Fred Hibbard) (1921)
- Brownie's Little Venus, regia di Fred Hibbard (come Fred C. Fishback)
- Brownie's Baby Doll, regia di Alfred J. Goulding (1921)
- Sea Shore Shapes, regia di Alfred J. Goulding (1921)
- Tin Cans
- Around Corners
- Chums, regia di Fred Hibbard (1921)
- Circus Clowns
- Table Steaks
- Mutts
- Cheerful Credit
- Sic 'Em Brownie
- Some Class, regia di Alfred J. Goulding (1922)
- Live Wires, regia di Alf Goulding (1922)
- Short Weight
- The Radio Hound
- Wedding Pumps
- Rookies, regia di Alfred J. Goulding (1922)
- The Tattle Tail
- Sting 'Em Sweet
- A Howling Success, regia di Harry Edwards (1923)
- Sweet and Pretty, regia di James D. Davis (1923)
- Sunny Gym, regia di Herman C. Raymaker - cortometraggio (1923)
- Why Dogs Leave Home, regia di Herman C. Raymaker - cortometraggio (1923)
- The Imperfect Lover, regia di Archie Mayo - cortometraggio (1923)
- Derby d'amore, regia di Johnny Hines, Arthur Rosson (1923)
- The Good Bad Boy, regia di Edward F. Cline (1924)
- Uncle Sam